# Керчь (станция)
Керчь (укр. Керч) — железнодорожная станция в Крыму, главный железнодорожный вокзал одноимённого города, постепенно уступающий этот титул станции Керчь-Южная.

## Устройство и функционал станции
Станция может принимать контейнерные отправления массой до 20 тонн, а также грузы, поступающие из портов Керчи. Имеются грузовой парк путей, сортировочная горка, локомотивное и вагонное депо.
Станция является конечным пунктом следования пассажирских и пригородных поездов на линии Владиславовка — Порт Крым. На линии Керчь — Крым пассажирского сообщения нет с 2010 года. 23 декабря 2019 года запущено регулярное движение пассажирских поездов через станцию Керчь-Южная по Крымскому мосту (линия Багерово — Вышестеблиевская).
1 августа 2014 года восстановлено пассажирское движение на линии Керчь — Порт Крым (пассажирский поезд Симферополь — Ростов-на-Дону — Москва), однако вскоре оно было отменено. С 2016 по 2019 год перевозки между Крымом и Краснодарским краем осуществлялись только автобусами летом, по «единому билету».

### Пригородное сообщение
Расписание пригородных поездов по станции Керчь
- Керчь — Джанкой (ежедневно: 2 пары летом, 3 пары зимой)
- Керчь — Феодосия (ежедневно)
- Керчь — Тамань Пассажирская — Анапа (ежедневно с 7 марта 2020 года)[2]